# Чернова Тетяна Сергіївна
Тетяна Сергіївна Чернова  (рос. Татьяна Сергеевна Чернова, 29 січня 1988) — російська легкоатлетка, олімпійська медалістка.
Донька радянської легкоатлетки, олімпійської чемпіонки 1980 року Людмили Чернової.

## Виступи на Олімпіадах
| Олімпіада   | Дисципліна  | Місце |
| ----------- | ----------- | ----- |
| Пекін 2008  | семиборство | 3     |
| Лондон 2012 | семиборство | 3     |